# Het kleine meisje van meneer Linh
Het kleine meisje van meneer Linh (oorspronkelijke titel: La Petite Fille de Monsieur Linh) is een korte roman van de Franse schrijver Philippe Claudel. De roman verscheen in 2005 voor het eerst bij Éditions Stock. Centrale thema's in het verhaal zijn oorlogsgeweld en de daaruit voortkomende ontheemding en eenzaamheid.
Meneer Linh is een oude man die is gevlucht uit een land in Zuidoost-Azië waar door de oorlog het dorp waar hij zijn hele leven heeft gewoond is verwoest. Bijna iedereen is omgekomen, ook Linhs zoon en schoondochter die werden gedood bij een gigantische explosie op het rijstveld waar ze elke dag werkten. Linh had hierna alleen nog zijn tien dagen oude kleindochter Sang diû, die ongedeerd iets verderop in het veld lag, naast een bij de explosie onthoofde pop (dit is althans wat hij zelf gezien denkt te hebben). 
Samen met haar is Linh vervolgens naar Europa gevlucht. Hij heeft ook nog een oude foto van zichzelf en zijn al lang geleden overleden vrouw mee weten te nemen, samen met een klein zakje aarde van zijn geboortegrond. Behalve Sang diû heeft Linh nu helemaal niemand meer op de wereld. Linh denkt terug aan zijn kleine dorp waar maar één straat was en waar iedereen elkaar kende en alles van elkaar wist. Linh wil omwille van Sang diû ondanks alles sterk blijven en blijven leven.
Linh en Sang diû komen aan in een haven ergens in Frankrijk. Via een tolk wordt de allernoodzakelijkste communicatie met de omgeving uitgewisseld, waarna de twee voorlopig worden ondergebracht in een asielzoekerscentrum. Linh blijft erg eenzaam, bijna niemand in het centrum let op hem en al helemaal niemand let op zijn kleinkind. Ze vinden hem een beetje gek en lachen hem soms uit, bijvoorbeeld als hij zijn kleindochter verzorgt. Linh voelt zich totaal niet thuis en kan alleen maar aan zijn eigen land terugdenken.
Tijdens een van zijn dagelijkse wandelingen ontmoet Linh de kinderloze meneer Bark, die kort geleden weduwnaar is geworden en daardoor net als Linh erg eenzaam is. Er ontstaat een soort gesprek tussen hen beiden, hoewel ze elkaar door de taalbarrière niet echt begrijpen. Samen met zijn vrouw beheerde Bark tot voor kort het speelpark in de buurt. Meneer Bark is ook een fanatieke roker. Bark verstaat de naam van Linhs kleinkind als Sans Dieu en hij denkt dat Linh zelf Tao-laï heet, wat in werkelijkheid de beleefdheidsformule is in de taal van Linhs land. Toen meneer Bark Linh in het Frans naar zijn naam vroeg, begreep Linh hieruit dat hij moest groeten. 
De twee worden vrienden hoewel ze elkaars taal vooralsnog niet begrijpen. Ze blijven elkaar de eerste tijd daarna regelmatig zien. Ook gaan ze elkaar cadeaus geven: meneer Bark koopt een jurk voor Sang diû en zelf krijgt hij van Linh sigaretten. Tijdens een vrolijke avond in een café krijgt Bark opeens een diepe inzinking, waarna Linh hem troost en een liedje voor hem zingt dat de vrouwen in Linhs dorp voor hun jonge dochters zongen. Linh zingt het ook vaak voor zijn kleindochter. Als Linh tijdens een van hun volgende ontmoetingen de foto uit zijn thuisland laat zien, herkent meneer Bark de omgeving; hij heeft zelf als twintigjarige soldaat meegevochten in een eerdere oorlog in datzelfde land. Bark toont diep berouw tegenover zijn vriend, maar Linh begrijpt totaal niet waar het over gaat en denkt dat Bark weer rouwt om zijn eigen vrouw.
Na een paar maanden wordt het asielzoekerscentrum ontruimd en Linh wordt overgeplaatst naar een opvangcentrum elders in de stad. Hier is hij diep ongelukkig, omdat hij er nog minder aandacht krijgt dan eerst. Het allerergste is echter dat hij Bark niet meer kan zien. Een eerste ontsnappingspoging mislukt en Linh wordt met een injectiespuit verdoofd. In een droom ziet hij Bark terug, waarna ze samen naar Linhs land en dorp gaan. Linh stelt in de droom zijn hele familie voor aan Bark. 
Later slaagt Linh er alsnog in om samen met Sang diû uit het opvangcentrum te vluchten. Na een dag door de stad gezworven te hebben, komt hij Bark toevallig weer tegen aan de overkant van een drukke straat. De twee herkennen elkaar en verblind door vreugde stormt Linh de straat over, waarna hij wordt aangereden en door hulpdiensten afgevoerd. Bark blijft intussen tegen hem praten; ze laten elkaar niet los want hun vriendschap is intussen heel hecht geworden.
Ten slotte wordt ook duidelijk waarom Sang diû nog altijd geen krimp geeft; ze is niet echt Linhs kleindochter, maar de pop die bij de explosie op het rijstveld onbeschadigd was gebleven en die Linh hierna steeds bij zich heeft gehouden.